# Сергей Березин
Сергей Березин е съветски футболист и треньор. Капитан на ЦСКА Москва в периода 1986 – 1987. Старши треньор на Амур 2010.

## Кариера
Започва кариерата си в Торпедо (Свободни). Участва на детския турнир „Кожена топка“, където е избран за най-добър нападател от далечния изток и Сибир, след което преминава в Амур (Благовещенск). През 1978 Константин Бесков го привлича в Спартак Москва, където Сергей играе за дубъла като десен бек. След това се връща в Амур и играе за армейския СКА Енергия (Хабаровск) в 1 лига. През 1986 е привлечен от изпадналия от шампионата на СССР ЦСКА Москва. Също така е избран и за капитан на отбора. Помага на „армейците“ да спечелят промоция. През март 1987 във втория кръг на шампионата, получава тежка черепно-мозъчна травма. Остава в безсъзнание 22 дни. След като се възстановява, Сергей пожелава да се върне във футбола, но не му разрешават.
През 1991 завършва Ленинградският военен институт по физкултура. Работи в ЦСКА Москва като спортен директор, а по-късно е помощник-треньор и треньор на дублиращия отбор. Също така е помощник-треньор в Содовик между 2004 и 2006 и в Балтика през 2007.